# Tuffi ai campionati europei di nuoto 2010 - Trampolino 3 metri sincro maschile
La gara si è disputata il 12 agosto 2010 e vi hanno partecipato 13 coppie di geppi. Le prime 8 dopo il primo turno sono state ammesse alla finale.

## Medaglie
| Posizione | Atleta                        | Paese    |
| --------- | ----------------------------- | -------- |
| Oro       | Illja Kvaša Oleksij Pryhorov  | Ucraina  |
| Argento   | Stephan Feck Patrick Hausding | Germania |
| Bronzo    | Dmitrij Sautin Jurij Kunakov  | Russia   |

## Qualifiche
| Pos. | Atleti                                    | Nazione       | Punti  |
| ---- | ----------------------------------------- | ------------- | ------ |
| 1    | Illja Kvaša Oleksij Pryhorov              | Ucraina       | 405,00 |
| 2    | Stephan Feck Patrick Hausding             | Germania      | 398,55 |
| 3    | Dmitrij Sautin Jurij Kunakov              | Russia        | 388,98 |
| 4    | Damien Cély Matthieu Rosset               | Francia       | 384,36 |
| 5    | Nicholas Robinson-Baker Christopher Mears | Gran Bretagna | 384,15 |
| 6    | Michele Benedetti Tommaso Marconi         | Italia        | 379,29 |
| 7    | Alexandros Manos Stefanos Paparounas      | Grecia        | 368,73 |
| 8    | Yorick de Bruijn Ramon de Meijer          | Paesi Bassi   | 347,52 |
| 9    | Grzegorz Szczepek Andrzej Rzeszutek       | Polonia       | 345,00 |
| 10   | Chola Chanturia Shota Korakhashvili       | Georgia       | 344,31 |
| 11   | Alexander Andresen Cesar Hiersemann       | Svezia        | 334,32 |
| 12   | Andrea Aloisio Quentin Stoudmann          | Svizzera      | 321,18 |
| 13   | Eirik Valheim Espen Valheim               | Norvegia      | 302,37 |

## Finale
| Pos. | Atleti                                    | Nazione       | Punti  |
| ---- | ----------------------------------------- | ------------- | ------ |
|      | Illja Kvaša Oleksij Pryhorov              | Ucraina       | 431,67 |
|      | Stephan Feck Patrick Hausding             | Germania      | 427,95 |
|      | Dmitrij Sautin Jurij Kunakov              | Russia        | 410,43 |
| 4    | Michele Benedetti Tommaso Marconi         | Italia        | 406,17 |
| 5    | Nicholas Robinson-Baker Christopher Mears | Gran Bretagna | 398,37 |
| 6    | Damien Cély Matthieu Rosset               | Francia       | 395,46 |
| 7    | Alexandros Manos Stefanos Paparounas      | Grecia        | 389,34 |
| 8    | Yorick de Bruijn Ramon de Meijer          | Paesi Bassi   | 360,30 |